# Kong Shangren
Pour les articles homonymes, voir Kong.
Œuvres principales
L'Éventail aux fleurs de pêcher (en)
Kong Shangren (chinois 孔尚任), né en 1648, mort en 1718, est un dramaturge chinois de la dynastie Qing (1644-1911).

## Biographie

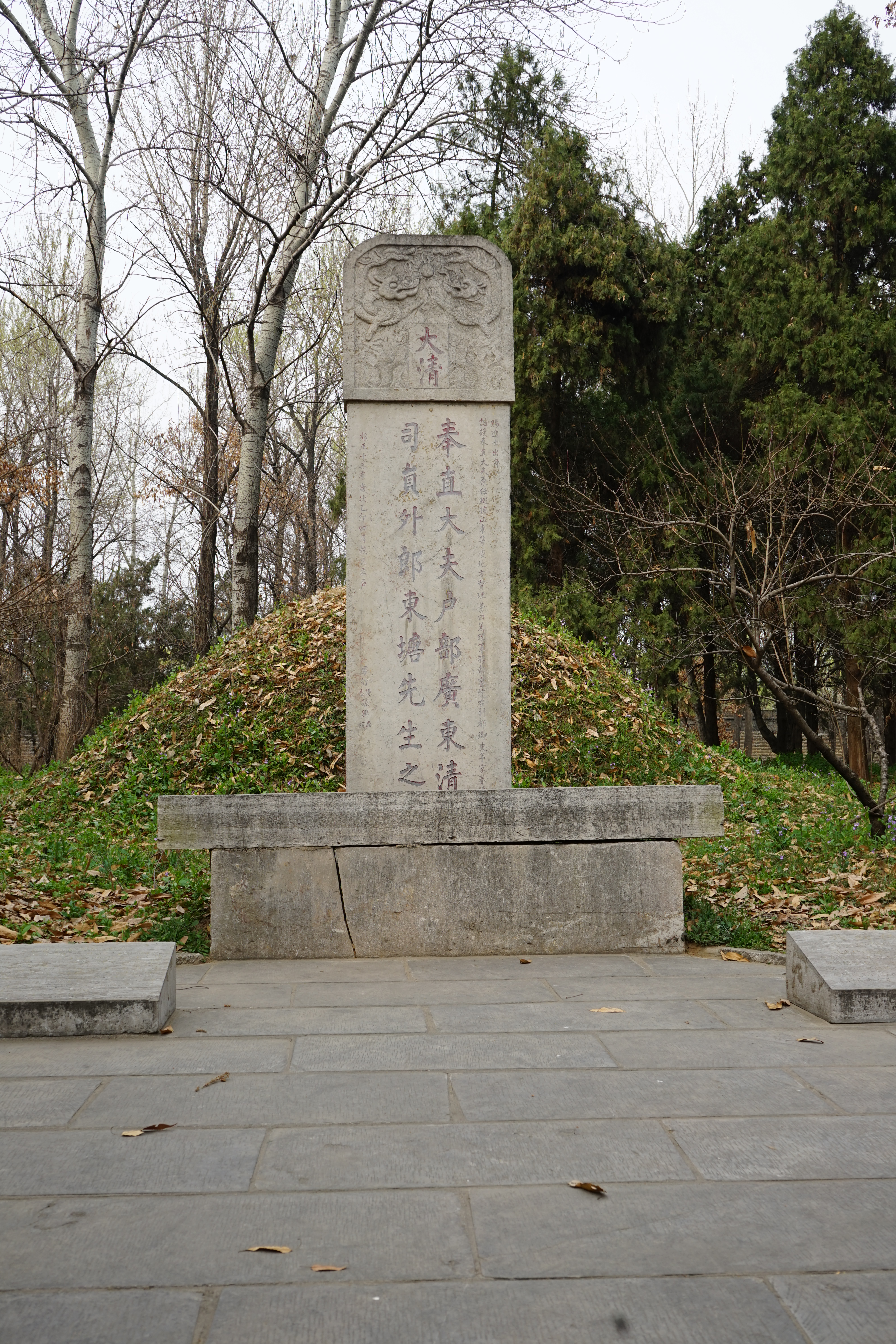
Tombe de Kong Shangren, dans le cimetière de Confucius, à Qufu

Kong Shangren est un descendant direct de Confucius (maître Kong), à la soixante-quatrième génération. Il est né à Qufu (Shandong). Après être devenu bachelier en 1667, il s'adonne à des études dans les domaines de l'agriculture, des rites, de la musique ancienne, de l'art militaire. Ses Notes des collines Shimen (Shimen shanji) recueille les écrits de cette période. Une visite de l'empereur à Qufu en 1684 lui vaut un poste de docteur au Collège impérial de Pékin en 1685. Ses Notes sur les mers et les lacs (Huhai ji, prose et poésie) sont issues d'un séjour à Hangzhou. Il poursuit ensuite sa carrière à Pékin. La parution de son œuvre majeure, L'Éventail aux fleurs de pêcher (en), en 1699, lui vaut un licenciement en 1700.

## L'Éventail aux fleurs de pêcher

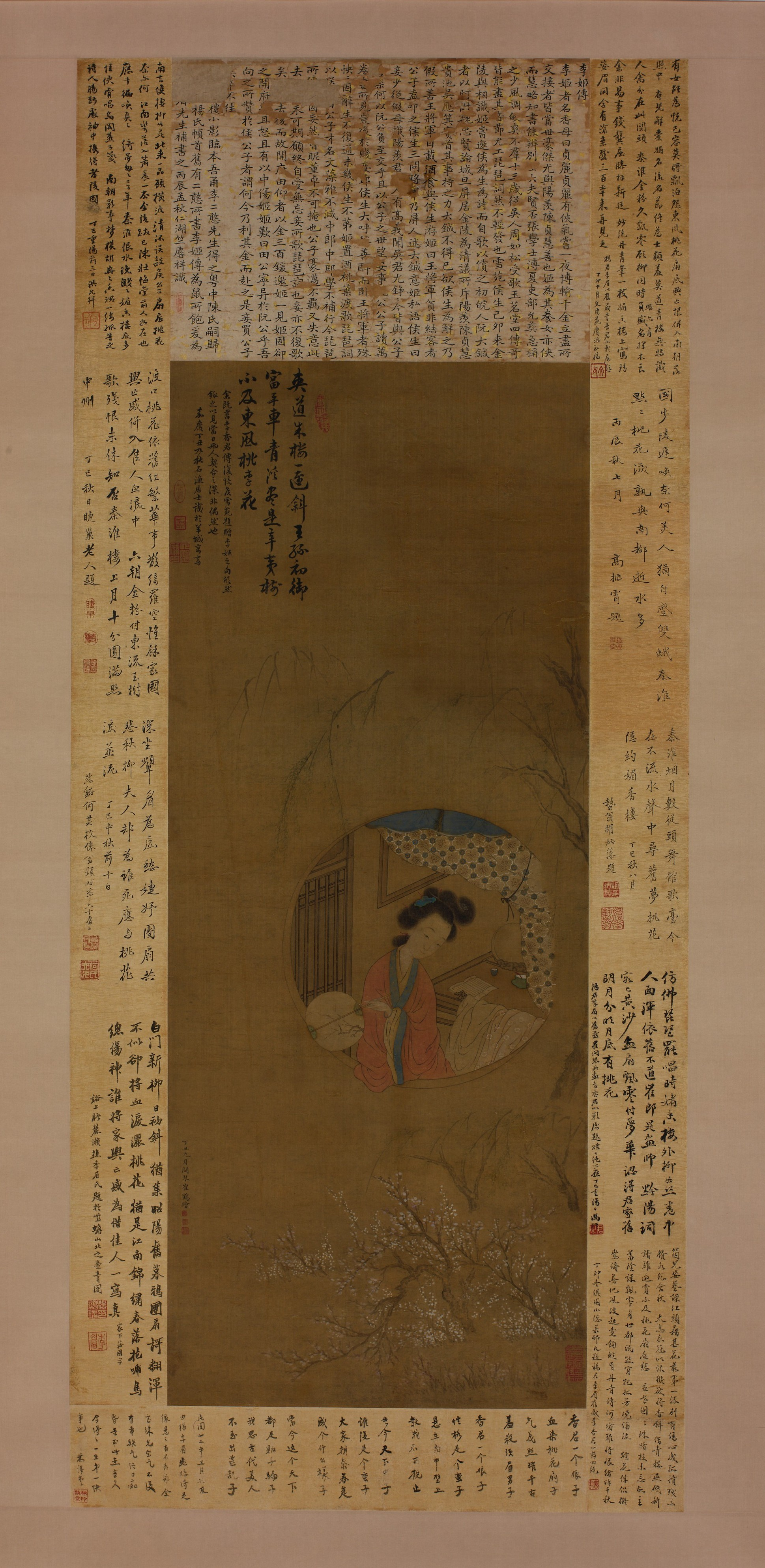
Portrait de Li Xiangjun, par Cui He

Kong Shangren a mis dix ans pour écrire L'Éventail aux fleurs de pêcher (Taohua shan), pièce historique et politique. Il s'est renseigné auprès des témoins des faits, recueillant leur témoignage. L'intrigue se déroule en effet lors de la chute de la dynastie des Ming du Sud, à Nankin.
La pièce, en quarante actes, raconte les amours d'un lettré, Hou Fangyu (zh), et d'une courtisane, Li Xiangjun (zh), entre 1643 et 1645 (avec un prologue situé en 1684 et une scène finale en 1648). Alors que l'on veut forcer Li Xiangjun à se marier, celle-ci tente de se suicider en se fracassant le crâne contre un escalier. Le sang tache son éventail, cadeau de son amant Hou Fangyu. Un peintre fait des taches de sang des fleurs de pêcher. L'histoire d'amour se mêle aux scènes historiques, célébrant les partisans de la défunte dynastie, tout en accordant à la nouvelle le mérite d'avoir mis fin aux troubles. Les amants, malgré leurs retrouvailles, se réfugient dans la vie monacale, et l'éventail est brisé. Parmi les représentants du parti des eunuques, auquel est attribuée la responsabilité de la défaite, figure Ruan Dacheng, par ailleurs lui aussi dramaturge, et hostile à Hou Fangyu.

## Traductions
- Hsu Sung-nien, Anthologie de la littérature chinoise, Delagrave, 1932  — trad. de l'acte 22
- (en) H.-C. Chang, Chinese Literature, Popular Fiction and Drama, Edimbourg, University Press, 1973  — trad. des actes 10 et 11
- (en) Stephen Owen, « Kong Shang-ren, Peach Blossom Fan: Selected Acts », in Stephen Owen (éd.), An Anthology of Chinese Literature: Beginnings to 1911, New York, W. W. Norton, 1997, p. 942-972 [PDF] [lire en ligne]
- Jacques Pimpaneau, Anthologie de la littérature chinoise classique, Philippe Picquier, 2004  — Kong Shangren (1648-1718), p. 911-918, extrait de L'Éventail aux fleurs de pêcher (acte VII)